# Беляева, Юлия
Юлия Беляева (эст. Julia Beljajeva, род. 21 июля 1992, Тарту, Эстония) — эстонская фехтовальщица на шпагах, олимпийская чемпионка (Олимпийские игры 2020 в Токио в командной шпаге), двукратная чемпионка мира (2013 года в индивидуальной шпаге и 2017 года в команде). Двукратная чемпионка Европы в командной шпаге. Многократная призёрка чемпионатов мира и Европы. Тренер — Наталья Котова, тётя Юлии.

## Спортивные достижения
В команде с Ириной Эмбрих, Кристиной Кууск и Эрикой Кирпу завоевала бронзу чемпионата Европы в Леньяно в 2012 году, а затем золото в Загребе в 2013 году.
На чемпионате мира по фехтованию 2013 года, будучи посеянной под 41-м номером, сумела выйти в финал, в котором победила россиянку Анну Сивкову. В 2015 году на чемпионате Европы, проходившем в швейцарском городе Монтрё, в составе сборной Эстонии завоевала серебряную медаль.
В июне 2016 года в командном турнире завоевала золотую медаль на чемпионате Европы в Торуне.
В 2017 году Юлия стала бронзовым призёром чемпионатов мира и Европы в личной шпаге. А на мировом чемпионате она одержала первую в истории Эстонии победу в командном первенстве. В этом же году в Эстонии была признана спортсменкой года.
В 2018 году Беляева повторила достижение предыдущего чемпионата Европы, во второй раз подряд став третьей в личном турнире, а затем показала такой же результат со сборной Эстонии в командном первенстве.
На летних Олимпийских играх 2020 в Токио завоевала золотую медаль в командной шпаге.

## Личная жизнь
Получает образование в Тартуской медицинской школе по специальности медсестра.

## Государственные награды
- Кавалер ордена Белой звезды 2 класса (Эстония, 2022 год)[6]
- Кавалер ордена Белой звезды 3 класса (Эстония, 2014 год)[7][8]